# توم دالي (سياسي)
توم دالي هو سياسي بريطاني، ولد في يونيو 1938. في الانتخابات البرلمانية في أيرلندا الشمالية 1973 ‏، انتخب عضو برلمان أيرلندا الشمالية 1973-1974 ‏ وقد انضم خلال فترته النيابية ‏ للكتلة البرلمانية الحزب الاشتراكي العمالي.